# Ронгоронго
Ронгоронго (Рапа Нуи језик: IPA: ˈɾoŋoˈɾoŋo) су знакови откривени у 19. веку на Ускршњем острву. Многи су покушали да дешифрују ово писмо али нико није успео.
Постоје бројни предмети на којима постоји натпис на овом писму. Неки су оштећени. Крајем 19. века су прикупљени и продани музејима. Ниједан од предмета није остао на Ускршњем острву. Ронгоронго текстови написани су у наизменичним правцима. Ронгоронго знакови су обриси људских, животињских, биљних и геометриских облика. Већина биљних и животињских облика имају карактеристичне избочине на главама. Оне највероватније представљају очи или уши. Ронгоронго у преводу са Рапа Нуи језика који се говори на Ускршњем острву значи да рецитује, да рецитује.

## Облик и конструкција
Облици и знакови представљају жива бића, геометриске знакове који су високи око 1 центиметар. Знакови који су урезани у дрво су често неправилног облика.

## Глифови
Скоро сви знакови који имају главу имају оријентисану главу према горе или им је лице окренуто удесно, у правцу писања. Ипак неки имају главу окренуту према доле или им је окренута улево. Није јасно какав је значај тих знакова.

## Порекло
Неки мисле да је оснивач Рапа Нуи језика Хоту Матуа измислио 67 знакова Ронгоронго писма. Од људи који су живели на острву пре открића се могло чути да је пре писменост била важна и да је пуно становника знало ово писмо, али данас га нико не зна превести.